# 李瑞漢

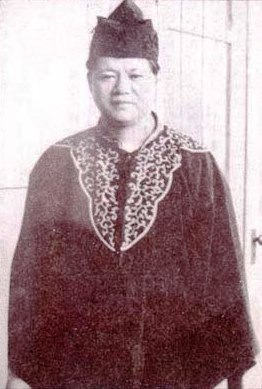
著律師法袍的李瑞漢

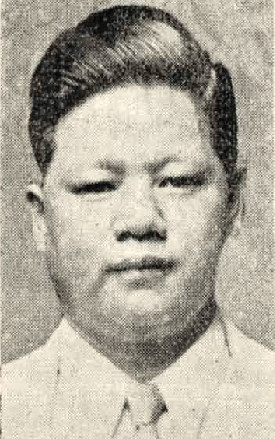
李瑞漢

李瑞漢（1906年7月20日—1947年3月），臺灣律師，在二二八事件中失蹤。苗栗縣竹南鎮人。
1926年李瑞漢自從台中一中畢業後，前往日本留學，並且進中央大學法科，在學中便通過「辨理士」（相當今日的專利師）考試。1929年自中央大學畢業後，留校研究法律年餘，1930年通過司法科高考，回到台灣在台北市永樂町擔任執業辯護士（律師）。
第二次世界大戰後，台灣由國民政府接收，李瑞漢當選台北市律師公會會長。1947年二二八事件爆發，李瑞漢曾經於3月初召集台北市律師公會開會，對台灣省行政長官陳儀提出改革意見，從未有激烈言行；然於3月10日與同樣執業律師的胞弟李瑞峰及友人林連宗，一同於家中吃魷魚粥時，被四個帶槍便衣和憲兵軍官用吉普車一併「請」走，一去不回；從無出示任何法定文件，亦未告示處理經過與下落。多年後方於解密的大溪檔案中陳儀三月十三日去函總統蔣介石附件中的「辦理人犯姓名調查表」裡，出現李瑞漢的罪名是「陰謀叛亂首要與強力接收法院」。
李瑞漢之子李榮昌是二二八事件紀念基金會真相研究小組組員、台灣北社社員。

## 外部連結
- 李瑞漢 （页面存档备份，存于）
- 一碗魷魚粥，吃了61年... （页面存档备份，存于）, 自由時報, 2008年1月24日
- 二二八／消失的菁英　李瑞漢人間蒸發 （页面存档备份，存于）, ETtoday新聞雲, 2012年2月26日
- 李瑞漢律師[永久]